# 2097 Galle
2097 Galle este un asteroid din centura principală, descoperit pe 11 august 1953 de Karl Reinmuth.